# Школа № 1210
Школа № 1210 — государственное бюджетное общеобразовательное учреждение города Москвы «Школа № 1210», расположена по адресу ул. Гамалеи, дом 17 корпус 1

## История школы
Школа № 1210 открылась в 1963 г. и долгое время существовала под номером 34.
Изначально школа носила номер 680 и являлась физико-химико-математической, так как в её открытии и шефстве над школой играл большую роль Курчатовский институт. Школа была основана как самая первая ступень подготовки и отбора будущих специалистов Института атомной энергии. Впоследствии физико-химическая школа переехала в другое здание, школе был присвоен № 34 и школа № 34 стала специализированной на преподавание ряда предметов на английском языке. После того как школа была переквалифицирована на углубленное изучение английского языка, шефство и поддержка Курчатовского института продолжались до 1990 гг. В 1992 году школе присваивается № 1210.
С 2011 года школа № 1210 участвует в пилотном проекте Правительства Москвы по развитию общего образования. Согласно официальному рейтингу лучших школ Москвы, составленному в 2011 году по результатам образовательной деятельности, № 1210 заняла 94 место. В 2012 году школа заняла 144 место в рейтинге департамента образования. В сентябре 2013 года школа № 1210 заняла 228 место в рейтинге департамента образования.
Весной 2012 года появился проект объединения школы № 1210 с средней школой № 92. Против объединения выступили некоторые родители учеников 1210-й школы, так как у этих школ различные образовательные программы.
В 2014—2015 годах выпускники школы показывали высокие результаты ЕГЭ по математике, химии и английскому языку. В 2017 году в рейтинге департамента образования Москвы заняла 223 место.
В 2017 году к школе № 1210 присоединилась школа № 1005 «Алые паруса» в составе 1 школьного здания и 3 детских садов.
По итогам 2017—2018 учебного года школа поднялась на 56 позиций в рейтинге и заняла 167 место.
На сегодняшний день ГБОУ Школа № 1210 представляет собой образовательный комплекс, состоящий из шести учебных корпусов. В учебных корпусах по адресам: ул.  Гамалеи, д.17, корп.1, ул. Живописная, д.32 и ул. Авиационная, д.71, корп.3 реализуются образовательные программы начального общего, основного общего и среднего общего образования. В учебных корпусах по адресам: ул. Новощукинская, д.8, корп.2, ул. Новощукинская, д.10, корп.3 и ул. Авиационная, д.71 реализуются образовательные программы дошкольного образования.
По итогам 2021-2022 учебного года ГБОУ Школа № 1210 стала получателем гранта 3 степени Мэра Москвы в области образования.

## Инфраструктура

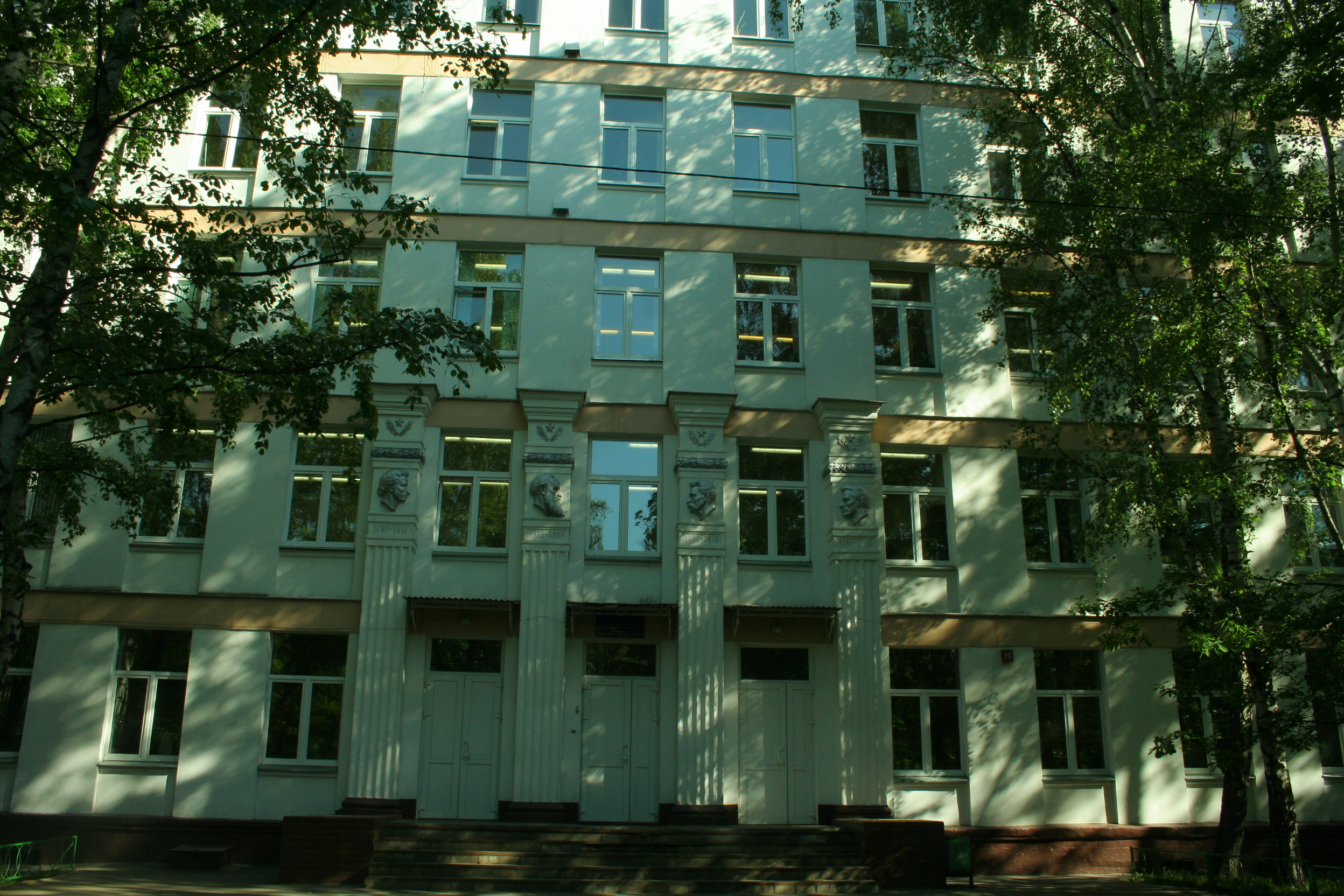
Фасад школы 1210. На фасаде барельефы А. С. Пушкина, Л. Н. Толстого, М. Горького, В. В. Маяковского

Школа расположена в пятиэтажном здании проекта МЮ постройки 1963 года. Позже к школе были пристроены отдельно расположенный трехэтажный корпус для изучения иностранных языков, а также отдельный корпус для большого спортзала.

## Музей боевой славы
Гордостью школы является Музей Боевой славы, который имеет статус общегородского. Музей Боевой славы основан в 1965 году группой ребят из 8 классов. Музей возник как результат поездок по местам боевой славы учителя истории Яровой Клавдии Дмитриевны и учеников школы. Они побывали в Бресте, Смоленске, Волгограде и Севастополе. Из поездок они привозили реликвии войны и интервью участников событий. Семь месяцев занял сбор материалов и полтора месяца заняло оформление экспозиции музея. И к 20-летию победы над фашистской Германией, 7 мая 1965 года музей был открыт. Сначала он находился на 5 этаже основного корпуса, а когда в музее уже не хватало места для экспонатов, его перевели на 3 этаж английского корпуса. При поддержке Института Курчатова были изготовлены профессиональные стенды.
На сегодняшний день в музее более 400 экспонатов. Более 20 стендов, подробно описывающих все основные сражения. Среди них: битва под Москвой, Сталинградская битва. Отдельный стенд посвящён городам-героям: Севастополю, Одессе, Ленинграду, Керчи, Туле, Новороссийску, Минску, Киеву, Москве и крепости-герою Бресту. Среди экспонатов музея есть дневник Ивана Суханова, повторившего подвиг Матросова, закрыв телом амбразуру. Бережно сохраняются привезённые с мест боёв стволы от пулемётов, фляжки, кобуры, каски, обмундирование времён ВОВ и листовки.
В 2000 году к 55 годовщине победы в конкурсе музеев Москвы музей занял 1 место, а в 2002 году к 60-летию битвы под Москвой музей также занял 1 место.

## Директора школы
- Ломанов Константин Семёнович (1963—1976)[11], до этого возглавлял школу № 725 (ныне школа № 1212 Щукино)
- Колесникова Анна Андреевна (1975—1983)[11]
- Разумовский Юрий Сергеевич (1983—1996)[11], до этого возглавлял школу при посольстве СССР в Вашингтоне, США. Автор гимна школы 1210
- Левшня Наталья Михайловна (1997—2007)[11],
- Пашкова Жанна Владимировна (2007—2013)[11],
- Сехин Сергей Сергеевич (2013—2017)[11]
- Терехов Павел Станиславович (2017— 2021)
- Кошелев Евгений Владимирович (c 2021)

## Символика школы
У школы есть свой герб, гимн и девиз.
Девиз школы: «Все лучшее — детям!» 
Гимн школы написан её директором Разумовским Юрием Сергеевичем.
От шумных и ярких проспектов вдали

Березки у школьных ворот.

Мы с теми берёзками вместе росли,

Весёлый и дружный народ.

Мы в школе тянулись к вершинам наук,

Вершин этих жизни не счесть.

Мы в школе узнали, что друг — это друг,

А честь — это всё таки честь!